# Lillooet Lake
Der Lillooet Lake ist ein See in der kanadischen Provinz British Columbia.

## Lage
Der See liegt in den südlichen Coast Mountains, etwa 120 km nordnordöstlich von Vancouver. Er wird vom Lillooet River in südlicher Richtung durchflossen. Ein weiterer Zufluss an seinem nördlichen Ende ist der Birkenhead River. 12 km nördlich des Sees befindet sich der Ort Pemberton. Der auf einer Höhe von etwa 197 m gelegene See hat eine Länge von 25 km und eine Wasserfläche von 33,5 km². Wenige Kilometer südlich des Sees befindet sich der Little Lillooet Lake, der ebenfalls vom Lillooet River durchflossen wird.